# Wappen Vancouvers
Das Wappen Vancouvers wurde am 31. März 1969 vom College of Arms verliehen.
Es besteht aus folgenden fünf Elementen:
- Helmkleinod: Mast, Segel und Wimpel eines Schiffes, das Vancouvers Bedeutung als Hafen darstellt, auf einer goldenen und blauen Mauerkrone mit drei Zinnen, die ein Symbol der Stadt selbst ist.
- Helm: Ein Helm eines Esquire mit silber-blauem Helmschmuck.
- Wappenschild: Je vier blaue und silbern gewellte Balken. Darüber in den Ecken je eine Hartriegelblüte mit weißen Kronblättern, grünen Kelchblättern und orangem Fruchtblatt. Geteilt wird der Schild von einem sich nach unten verjüngenden Totempfahl, der das indianische Erbe der Stadt darstellt.
- Schildhalter: Ein Holzfäller mit Axt und ein Fischer mit einem Netz voller gefangener Fische. Beide symbolisieren die traditionellen Wirtschaftszweige der Stadt, die Holzwirtschaft und die Fischerei.
- Wahlspruch: „By Sea Land and Air We Prosper“ (Zu Wasser, zu Lande und in der Luft schaffen wir Wohlstand).

Es handelt sich um das dritte Wappen der Stadt. Das erste war von 1886 bis 1903 in Gebrauch und hatte keine Schildhalter. Es zeigte ein Segelschiff, einen Baum, hölzerne Docks und einen Zug. Das zweite Wappen unterscheidet sich nur in wenigen Details vom heute verwendeten: Der Wappenschild wurde nicht von einem Wappenpfahl, sondern von einem Hermesstab geteilt und im Wahlspruch fehlten die Wörter „by Air“.